# Bruno Darzino
Bruno Darzino, nato Caramel, (Oderzo, 1922 – Treviso, 1984) è stato un pittore italiano.
Ha esposto i suoi quadri alla Biennale di Venezia nel 1948 e 1950, enfant prodige della pittura espone alla Mostra d'Arte Trevigiana per la prima volta nel 1942 a soli 20 anni.

## Biografia
Bruno Caramel, in arte Darzino, nasce a Oderzo nel 1922. Il padre, Soemi, nato a Fagarè della Battaglia, era figlio di un merciaio, proprietario di un negozio, da cui nacquero nel 1890 il pittore, saggista e poeta Giacomo Caramel, e nel 1898 l'artista Grazia Bottani, pittrice anch'essa, che espose 4 volte alla Biennale di Venezia i suoi arazzi realizzati a telaio e i suoi mosaici.
Il giovane Bruno si recava due volte alla settimana dallo zio pittore, per l'insegnamento del disegno e della prospettiva, delle tecniche della pittura a olio, della copia dal vero. Di Giacomo Caramel, che nel frattempo aveva fondato la scuola di Arti e Mestieri di Ponte di Piave, dirà d'aver sentito «l'amore e la passione con i quali insegnava, sciogliendo la mia umida ansia». Più avanti dedica allo zio altre parole importanti «Se decisi di fare il pittore è anche perché ho imparato, in quel tempo, a crescere radici nell'anima e a trovare all'esterno cose in me nascoste con un'arte, la sua, che nasceva dal significato della vita», parole che già danno "indicazione di quella poesia chiusa come in un bozzolo, e silenziosa, che ammanterà sempre le sue opere migliori" scrive Marco Goldin nel saggio “L’Africa, i cieli” nel catalogo della mostra antologica da lui curata nel 1991 .
Poco la critica parla del suo rapporto con Grazia Bottani (Caramel), che esponeva in quei tempi alle Mostre nel Palazzo dei Trecento e nel dopoguerra esponeva alla [Biennale di Venezia] nel 1950, 1962, 1968 e 1970, allestiva mostre personali e collettive in Italia e nelle capitali europee, da Londra, Parigi, a Graz, dato il carattere schivo della pittrice, ma è certo che anch'essa contribuirà alla formazione del giovane Bruno fin dai primissimi esordi. Come resterà nella sfera privata anche il suo frequentare i figli di Giacomo, l'inquieto poeta e pittore Angelo Caramel e il secondogenito Sergio Palmi Caramel architetto che lascerà opere schedate tra le Architetture dí qualità del ‘900  e infine l'altro cugino coetaneo, il critico d'arte e professore universitario Luciano Caramel.
L'esordio espositivo avviene nel 1942, in tempi difficili. Darzino a 20 anni presenta 6 opere (tre dipinti e tre acqueforti) alla Mostra d'Arte Trevigiana, alla "fatidica undicesima edizione" con la presentazione di Giuseppe Mazzotti, ospitata nuovamente nel Palazzo dei Trecento, dopo le lontane prime "leggendarie" edizioni, "e soprattutto quella, divenuta mitica del 1914". Anche Grazia Bottani fa il suo esordio alla Mostra d'Arte Trevigiana: una giovane di 26 anni si presenta nel 1924 come Grazia Caramel con un dipinto ed un arazzo, mentre Giacomo Caramel espone nella sala del Palazzo dei Trecento per la prima volta nel 1920, poi nel '22, '23, '27 e poi dal 1929 espone a tutte le edizioni con rare defezioni.
Ma proprio nel '42 Darzino viene richiamato alle armi, sarà impegnato fino all'otto settembre del '43 nella Campagna dei Balcani, dove si merita una decorazione. Di ritorno dalla guerra riprende gli studi forzatamente interrotti all'Accademia di belle arti di Venezia, abbagliato dalla luce dei quadri del "romano" Virgilio Guidi, e si diploma nel 1948 sotto la guida di Bruno Saetti e di Giuseppe Cesetti. La sua prima mostra personale risale all'autunno del 1944, alla Piccola Galleria di Venezia, dove ottiene a soli 22 anni, oltre alla presentazione di Virgilio Guidi, anche lusinghieri commenti, già comunque anticipati dall'articolo di Giuseppe Gorgerino apparso nel Gazzettino il primo luglio del '43 a recensione della Mostra d'Arte Triveneta aperta in quei giorni a Venezia. Frequentando il cugino Angelo Caramel entrerà in contatto anche con quel gruppo di giovani artisti che cercavano nuove vie di espressione, a volte premonitori, polemici e ribelli, socialmente impegnati: da quel gruppo rimarranno nella sua memoria Giovanni Pontini, Armando Pizzinato, Gustavo Boldrini, e poi Tancredi Parmeggiani, Saverio Rampin, Albino Lucatello, e ancora grande ammirazione per Mario Deluigi, Carlo Scarpa, Alberto Viani. Ma il carattere schivo di Darzino, così come di Giacomo Caramel e di Angelo, li portava a defilarsi e a rimanere a volte ai margini, silenziosi ma presenti nelle mostre e nel dibattito fervente di quegli anni difficili.
Subito dopo la fine della guerra, Darzino è parte attiva nella fondazione di due gruppi culturali giovanili che seppero promuovere mostre, incontri, conferenze e dibattiti. Sorretti dall'impellente necessità di ritrovare quella libertà culturale e artistica in parte messa in discussione nel difficile periodo precedente, spinti anche da impeti ed entusiasmi giovanili, un gruppo di intellettuali e di artisti fonda "La Torre" e soprattutto La Rossignona, allo scopo di riavviare le attività culturali di una città distrutta dai bombardamenti aerei del 1944 e di ritrovare dei nuovi stimoli per la ripartenza della città da ricostruire. Così il 13 aprile 1946 fu inaugurata a Palazzo Calzavara la prima mostra del gruppo della Rossignona con la presentazione di Giovanni Comisso, personalità di spicco in ambito letterario. Nando Coletti, Giovanni Barbisan, Renato Nesi, Renato De Giorgis, Bruno Darzino, Franco Batacchi e altri pittori con lo scultore Toni Benetton e il poeta Andrea Cason si fanno carico di proporre anche una mostra di 30 artisti Romani e una personale del pittore francese Gilbert Caunes nella saletta degli artisti del Caffè Sile. Nella stessa saletta degli artisti "La Rossignona, Treviso gruppo indipendente di lettere ed arti" espone i lavori recenti del gruppo dal 30 ottobre al 9 novembre 1947. Poi velocemente, le associazioni si sciolsero, lasciando comunque un segno indelebile in città.
Il 1948 è l'anno in cui Darzino espone per la prima volta alla Biennale di Venezia, in una straordinaria sala XXVIII del Palazzo Centrale Italia, dove si trova a 26 anni di fianco a Giorgio de Chirico, Pio Semeghini, Edmondo Bacci, Virgilio Guidi, Gina Roma e altri.Ma nel Palazzo Centrale, alla XXIV edizione, la prima dopo la guerra, troviamo le mostre di Paul Klee, quella di Picasso, una retrospettiva di Arturo Martini scomparso da pochi mesi, le sale dedicate a Carrà, Morandi, Campigli, Filippo de Pisis, l'importante retrospettiva su Gino Rossi anch'esso scomparso l'anno prima, la retrospettiva di Umberto Moggioli, la mostra dei "Pittori Tedeschi". Un'edizione memorabile dove arriva per la prima volta in Italia un quadro di Hans Hartung, un'edizione che conferma l'importanza internazionale del movimento artistico Italiano e in particolar modo a Venezia e Treviso nell'immediato dopoguerra. Ma proprio dall'edizione del '48 si intensificheranno le polemiche tra i giovani artisti locali e la Commissione della Biennale, accusata di esterofilia e di dedicare loro poca attenzione.
Nel 1948 parte per un viaggio in Africa. ad Asmara, capitale dell'Eritrea, dove si era trasferita parte della famiglia e dove ritrova la luce e i paesaggi della sua gioventù. A più riprese vi ritornerà fino al 1951, anno del suo definitivo ritorno a Treviso. Viaggi che contribuiscono in maniera fondamentale alla sua crescita, "spartiacque per l'evoluzione della sua pittura", tanto che il curatore dell'antologica del 1991, Marco Goldin, intitola il suo saggio "L'Africa, i cieli". Due mostre ad Asmara e una a Khartum capitale del Sudan offrirono non solo la summa dei quadri realizzati in Africa, ma «alcuni tra i capi d'opera» dell'intera produzione dell'autore, «il meglio della sua ricerca». Nell'intervallo dei soggiorni africani, tornato in Italia con un fascio di dipinti soprattutto di paesaggio, riuscirà a riordinarli ed esporli in una mostra personale alla Galleria Sandri di Venezia nel 1949, mostra che poi fu subito trasferita alla Galerie Saint Placide di Parigi. Nello stesso autunno viene segnalato al Premio Favretto e un suo paesaggio africano, "Paesaggio di Keren"(8) vince il Premio Conegliano nel 1950.
Ma nel 1950 è nuovamente presente alla Biennale di Venezia al Palazzo Centrale Italia, nella saletta 17 con Giovanni Barbisan e Lino Bianchi Barriviera oltre agli altri pittori Italiani raggruppati dai Commissari nelle salette adiacenti.
Alla stessa venticinquesima edizione è presente anche sua zia, Grazia Bottani nel padiglione Arti Decorative.
Esplode il caso Jackson Pollock che espone tre quadri al Padiglione Stati Uniti d'America insieme ad Arshile Gorky e William De Kooning mentre Darzino dal definitivo rientro dall'Eritrea, defilato, esegue alcune delle sue opere migliori. A Treviso dipinge sul Sile e lungo il Piave, continua a dipingere la Villa Bottani, paesaggi urbani o rurali con una tonalità e una forza, che non cedono mai "all'esasperato sentimentalismo di ascendenza buranella", ma al contrario sono "motivo di una commozione che punge".
Durante gli anni '50 e la prima metà del 1960 continua la sua ricerca, espone e ottiene recensioni di qualità come quella di Guido Perocco sul Il Gazzettino che, commentando la Mostra Provinciale d'Arte del 1956, invita il pubblico a visitare "la bella personale di 16 opere" di Darzino. Nello stesso anno viene selezionato al Premio Michetti, esegue alcuni dei suoi "capolavori" sempre più isolato quasi per autodifesa, dalle polemiche e i dibattiti sulle avanguardie, concentrato nella ricerca della sua luce e della sua personale pittura. Nel 1963 espone in un'ampia personale molte opere degli anni '50 alla Galleria Ghelfi di Verona, presentato dal poeta Andrea Zanzotto che fin dalla sua prima raccolta di versi intitolata "Dietro il paesaggio" (1951) si occuperà di indagare le trasformazioni del paesaggio anche attraverso sodalizi e amicizie con i pittori del suo territorio, tra questi Darzino.
Dalla fine degli anni '60 resta traccia invece di un'involuzione silenziosa, del ritrarsi dal mercato scegliendo di esporre sempre meno. Grazie ad alcuni ricordi di familiari e amici sembra si fossero insediati anche motivi ideologici nel concepire l'arte, "nella convinzione che la pittura appartenesse al popolo e non dovesse essere mercanteggiata" scrive Adriano Miolli nella sua rubrica Storia e cultura nel territorio tra Piave e Livenza.
Muore a Treviso dopo una breve malattia nel 1984.

## Critica
Lo studio più completo sull'opera e la biografia di Darzino è stato eseguito nell'occasione della mostra antologica alla Casa dei Carraresi nel 1991 dal critico Marco Goldin. Darzino, considerato un enfant prodige da molti critici, in quanto già a soli 20 anni raggiunge una posizione di rilievo fra gli artisti veneti e già a 26 anni viene invitato alla prima mostra internazionale Biennale di Venezia del dopoguerra. Fondamentale per la sua formazione il trasferimento in Eritrea e gli ultimi viaggi tra il '48 e il 1951: "...nascono alcune vedute dell'Asmara, dentro un clima turbato e notturno, che sono tra i paesaggi urbani più belli che un autore abbia prodotto in quegli anni". Sempre dal catalogo del 1991 "È del '52 uno dei suoi capolavori quella veduta del Sile in Riviera Regina Margherita che riprende il discorso sui cieli e acque come nelle immagini dell'Asmara...la costruzione di un silenzio attraverso la luce...certo è pittura questa che, all'inizio degli anni cinquanta, trova pochi riscontri di qualità..."
La sua ricerca personale resterà coerente e indipendente come scrive Andrea Zanzotto: "L'esperienza africana di Darzino gioca indubbiamente nel suo modo di vedere l'amato paese veneto, insufflandovi un'apertura spaziale particolarissima."

### Esplicative
1. ↑  Testimonianza di Bruno Darzino pubblicata nel catalogo della grande mostra antologica di Giacomo Caramel al Museo Luigi Bailo, 1983. Il testo è stato scritto nell'aprile del 1983: "...ho eliminato il nero, diceva e costruiva i dipinti come si va sulla roccia, lentamente ma in modo certo e sicuro..." pag. 36
2. ↑  Biennale di Venezia e Fondazione Bevilacqua La Masa
3. ↑  ibidem
4. ↑  vi espongono Gino Rossi e Arturo Martini
5. ↑  Si sposerà più tardi con il medico Giovanni Bottani (17/2/1903-5/8/1966)
6. ↑  Vi espone anche nelle successive edizioni del 1925, 1926, 1927 e 1929
7. ↑  indicazione contenuta nel suo foglio matricolare
8. ↑  che viene però quasi subito allontanato dall'insegnamento in Accademia
9. ↑  Nella recensione sul Gazzettino Gorgerino definisce Darzino "una lieta scoperta"
10. ↑  dal nome di un'antica torre cittadina abbattuta in età Napoleonica
11. ↑  Tra i trenta anche Mafai, Capogrossi, Scialoia
12. ↑  Titolo del catalogo della mostra del 1947
13. ↑  Sala 2, Rotonda: Arturo Martini 1889-1947, Mostra Retrospettiva, commissari Umbro Apollonio, Giuseppe Marchiori, Carlo Carrà, e Giuseppe Mazzotti
14. ↑  Si tratta non del primo viaggio in Africa – come si afferma in qualche nota biografica – ma di un autonomo ritorno nel dopoguerra sui luoghi in cui ragazzo aveva seguito il padre trasferitosi, insieme con altri famigliari, dopo l'impresa d'Etiopia.
15. ↑  1949, Mostra d'Arte presso il Circolo Culturale Italiano; 1950, Aula Magna del Liceo "Martini"
16. ↑  nel 1951
17. ↑  Paola Bonifacio e Bruno Darzino
18. ↑  la nuova casa di Grazia Bottani a Fagarè della Battaglia
19. ↑  da segnalare un'importante personale alla Galleria del Libraio, marzo 1954
20. ↑  Mostra d'Arte Trevigiana, 1942

### Bibliografiche
1. ↑   Luigina Bortolatto (a cura di), Giacomo Caramel attraverso il nostro secolo Catalogo della mostra antologica tenuta a Treviso, Museo Civico Luigi Bailo, Testi di Luciano Caramel, Franco Solmi, Virgilio Guidi, Mario Stefani, Paolo Rizzi, Bruno Darzino, Luigi Pareyson, Musei Civici Treviso, 22 aprile 1983.
2. ↑   Giacomo Caramel, Arte come creazione di forme nuove - Avanguardie - Teorie della formatività dell’immagine della critica - concetto d’arte, Giardini Editori e Stampatori di Pisa, 1980, SBN SBL0306625.
3. ↑   Giacomo Caramel, Canti, invocazioni, ricordi, Noventa (Padova), Panda edizioni, 1981 IT\ICCU\VEA\0126657.
4. ↑  Nel 1950, 1962, 1968 e 1970
5. ↑   Luigina Bortolatto, Franco Solmi e Luciano Caramel, Giacomo Caramel attraverso il 900, Mostra antologica Allestimento di Giuseppe Davanzo con Claudio Caramel, Treviso, Museo Luigi Bailo, 1983.
6. 1 2 3 4 5 6   Marco Goldin, Bruno Darzino, Treviso, Marini Editore, 1991.
7. ↑   Guido Carrer, Grazia Bottani, Galleria San Vidal, 11 maggio 1961, SBN VEA1138556.
8. ↑  St. Martin Gallery “Mosaicisti Veneziani”, 1963
9. ↑  Mostra internazionale al Museo d’arte moderna, 1968
10. ↑   Angelo Caramel: mostra organizzata dal Comune di Venezia, Assessorato alle Belle arti, Venezia, Cà Vendramin Calergi, 4 dicembre 1971, 7 gennaio 1972 / Catalogo a cura di Giuseppe Marchiori [IT\CCU\VIA\0097896].
11. ↑   Silvio San Pietro e Camilla Zanuso (a cura di), L’idea: Sergio Palmi Caramel, in Giacomo, Angelo, Sergio, Claudio Caramel attraverso il ‘900, in I Menhir con testi di Virginio Briatore, Milano, Edizioni L’Archivolto, 1995.
12. ↑  Galleria Civica Piazza Cavour, Padova, residenze in via Ravenna, Padova, edificio Ponti Romani, 1964 Padova
13. ↑  Critico e storico dell’arte italiano, già commissario alla Biennale di Venezia nel 1982 e alla Quadriennale di Roma nel 1993; professore ordinario di Storia dell’arte contemporanea all’Università Cattolica di Milano
14. ↑   Antonio Sant’Elia, l’opera completa, Milano, Arnoldo Mondadori Editore, 1987, ISBN 978-8804301097.
15. ↑   Marco Goldin, In "Bruno Darzino" catalogo della mostra antologica "L'Africa, i cieli" pag. 7, Treviso, Casa dei Carraresi, Marini Editore, 5-17 novembre 1991.
16. ↑   Giuseppe Mazzotti (prefazione), 11 Mostra d'Arte Trevigiana: Salone dei Trecento, Treviso, Longo e Zoppelli, 11 ottobre - 15 novembre 1942.
17. ↑   Enrico Brunello, Guido Moro e Luca Sperandio (a cura di), Pittori de "La Rossignona", catalogo della mostra, Museo Casa Robegan, Treviso, Edizioni Stilus, 18 maggio - 9 giugno 2019, ISBN 978-88-98181-34-6.
18. ↑   Palazzo Centrale Italia, sala XVIII, in XXIV Biennale di Venezia, Catalogo., Venezia, Edizioni Serenissima, 1948,  p. 116.
19. 1 2   Adriano Miolli, Darzino Bruno (Caramel), su locusglobus.it, 28 ottobre 2020. URL consultato il 30 novembre 2023.
20. ↑  Come esaustivamente descritto dal critico Marco Goldin nel catalogo della prima mostra retrospettiva di carattere antogico da lui curata nel 1991.
21. 1 2 3   Biennale di Venezia, Stari Uniti d’America, commissario Alfred M. Frankfurter, presidente Art Foundation di New York “Gorky, Pollock, de Kooning” Alfred H. Barr Jr, in XXV Biennale di Venezia: catalogo, Alfieri Editore, 1950,  pp. 383-386, OCLC 1243627670. URL consultato il 1º maggio 2023.
22. ↑  Catalogo generale, pag. 104.
23. ↑   Padiglione delle Arti Decorative “Venezia”, in XXV Biennale di Venezia, Catalogo., 1ª ed., Venezia, Alfieri Editore, 8 giugno 1950.
24. ↑  Catalogo della mostra del 1991, pag. 18.
25. ↑   Marco Goldin, Bruno Darzino, Treviso, Marini Editore,  p. 18.